# 通红甸彝族苗族乡
通红甸彝族苗族乡是中华人民共和国云南省玉溪市华宁县下辖的一个民族乡。

## 行政区划
通红甸彝族苗族乡下辖以下村级行政区划单位：
通红甸社区、所梅早村、山羊母村、小得勒村、大婆左村和大龙树村。